# 1948 au théâtre
| Années du théâtre : 1945 - 1946 - 1947 - 1948 - 1949 - 1950 - 1951    |
| Décennies du théâtre : 1910 - 1920 - 1930 - 1940 - 1950 - 1960 - 1970 |

Cet article présente les faits marquants de l'année 1948 au théâtre.

## Événements
- Ouverture du Théâtre de la Huchette avec Albertina de Valentino Bompiani, mise en scène André Reybaz
- Création du Théâtre du Rideau Vert, à Montréal, avec les Innocentes de Lilian Hellman.

## Pièces de théâtre représentées
- 26 janvier : Le Maître de Santiago, d'Henry de Montherlant, Théâtre Hébertot (création)
- 2 avril : Les Mains sales de Jean-Paul Sartre, Théâtre Antoine (création)
- 15 avril : Lucienne et le boucher de Marcel Aymé, Théâtre du Vieux-Colombier
- 5 juin : Maître Puntila et son valet Matti de Bertolt Brecht, Schauspielhaus Zurich
- 18 septembre : Humulus le Muet de Jean Anouilh, Théâtre de la Cité universitaire (création)
- 27 octobre : L'État de siège d'Albert Camus, mise en scène Jean-Louis Barrault, Théâtre Marigny (création)
- 4 novembre : Ardèle ou la Marguerite de Jean Anouilh, mise en scène Roland Piétri, Comédie des Champs-Élysées (création)
- 4 novembre : Épisode de la vie d'un auteur de Jean Anouilh, mise en scène Roland Piétri, Comédie des Champs-Élysées (création)
- 16 décembre : Partage de midi de Paul Claudel, théâtre Marigny, par la compagnie Renaud-Barrault, dans une version modifiée du texte écrit en 1905 ; le texte sera de nouveau modifié en 1949 à la suite de la création.

## Naissances
- 4 janvier : Patrice Alexsandre, acteur et metteur en scène français († 1er octobre 1998).
- 15 février : Martine Kelly, actrice française.
- 9 avril : Bernard-Marie Koltès, auteur dramatique français.
- 18 mai : Bruno Devoldère, acteur français.
- 26 mai : Corinne Le Poulain, actrice française.
- 17 juillet : Luc Bondy, metteur en scène, acteur et réalisateur suisse († 28 novembre 2015).
- 17 septembre : Christine Laurent, actrice, scénographe et costumière française.
- 18 octobre : Paulette L. Williams, alias Ntozake Shange, dramaturge, poétesse et artiste de performance américaine.

## Décès
- 4 mars : Antonin Artaud (°1896)